# あなたをスターに!
『決定版 あなたをスターに!』（けっていばん あなたをスターに）は、1974年10月13日から1975年9月28日までNETテレビ（現・テレビ朝日）で放送されていたオーディション番組である。

## 概要
月曜20:00枠で放送されていた『スター・オン・ステージ あなたならOK!』の終了以来、1年ぶりにNETテレビが放送した公開形式のオーディション番組。アイドル歌手のオーディションを中心に行っていたが、その一方で男性俳優ばかりを集めた映画『ラグビー野郎』（東映、1976年公開）の主役を決める回もあった。
番組は、当時他のオーディション番組があまり行っていなかった水着審査を実施していた。また、審査委員の平尾昌晃の独断で歌の審査を打ち切ることができた。長寿番組化には至らなかったものの、1年の間に岡田奈々、山本由香利（後の山本ゆか里）、森田つぐみ、大場久美子などを輩出した。

## 放送時間
いずれも日本標準時。
- 日曜 16:00 - 16:30 （1974年10月13日 - 1975年3月30日）
- 日曜 18:00 - 18:55 （1975年4月6日 - 1975年9月28日） - 移動とともに放送枠が25分拡大。

## 司会
- 小川哲哉
- 豊岡豊 - 番組バンド「豊岡豊とスウィングフェイス」のバンドマスターも兼任。前身の『スター・オン・ステージ あなたならOK!』およびその次番組である『ビッグスペシャル』にも出演していた。
- ビーバー[1]

1. ↑  1975年4月6日山陽新聞朝刊（瀬戸内海テレビ・広島ホームの番組欄参照）

## 主な優勝者
- 『うしろの正面』ヒロインオーディション合格
  - 岡田奈々（ボンド企画、NAVレコード）
- 第一回グランドチャンピオン大会
  - 優勝：山本由香利（東映芸能、コロムビアレコード）
- 第二回グランドチャンピオン大会
  - 優勝：森田つぐみ（渡辺プロ、日本フォノグラム）
  - 審査員特別賞：大場久美子（ボンド企画、東芝EMI）
- 第三回グランドチャンピオン大会
  - 明石直子（渡辺プロ）

## 備考
- NETテレビはこの番組以前にも、開局間もない1960年5月22日から1963年5月9日まで『あなたをスターに』（司会：ジョージ・ルイカー、リッカーミシン一社提供番組）というよく似たタイトルのオーディション番組を日曜12時15分 - 13時に放送していた。
- ゲストには、他のオーディション番組の出身者を招くことが多かった。
- 当番組終了後、日曜18時台の1時間番組は「テレビ朝日」改名後となる45年半後の『相葉マナブ』（番組自体は2013年（平成25年）4月に30分番組で開始しているが1時間編成になったのは2021年（令和3年）4月改変から）まで途絶えた。

| NETテレビ 日曜16:00枠                                                             | NETテレビ 日曜16:00枠                                       | NETテレビ 日曜16:00枠                                                                                          |
| 前番組                                                                            | 番組名                                                      | 次番組 |
| --------------------------------------------------------------------------------- | ----------------------------------------------------------- | --- |
| ヤングヒット歌謡曲 （1974年4月21日 - 1974年9月29日）                              | 決定版 あなたをスターに! （1974年10月13日 - 1975年3月30日） | 映画枠 ※15:00 - 16:25 【日曜14:30枠から移動】ファミリータイム ※16:25 - 16:30                                   |
| NETテレビ 日曜18:00枠                                                             |                                                             | |
| レディズ・チャレンジボウル （1971年4月4日 - 1975年3月30日） 【土曜15:00枠へ移動】 | 決定版 あなたをスターに! （1975年4月6日 - 1975年9月28日）   | 鋼鉄ジーグ （1975年10月5日 - 1976年8月29日） ※18:00 - 18:25正義のシンボル コンドールマン 再放送 ※18:25 - 18:55 |